# Kardszárnyú kotinga
A kardszárnyú kotinga (Lipaugus uropygialis) a madarak osztályának verébalakúak (Passeriformes) rendjébe és a kotingafélék (Cotingidae) családjába tartozó faj.

## Rendszerezése
A fajt Philip Lutley Sclater és Osbert Salvin írták le 1876-ban, a Lathria nembe Lathria uropygialis néven.

## Előfordulása
Az Andok keleti lejtőin, Bolívia és Peru területén honos. Természetes élőhelyei a szubtrópusi vagy trópusi hegyi esőerdők.

## Megjelenése
Testhossza 30 centiméter, testtömege 116 gramm.

## Életmódja
Bogyók és gyümölcsökkel, valószínűleg rovarokat is fogyaszt.

## Természetvédelmi helyzete
Az elterjedési területe nem nagy, egyedszáma 600-1700 körüli és csökken. A Természetvédelmi Világszövetség Vörös listáján sebezhető fajként szerepel.